# すみや (百貨店)
すみやは、かつて群馬県太田市に存在した日本の百貨店で服飾用ボタン最大手株式会社アイリスのルーツとなった会社である。
1978年（昭和53年）7月に、商法に基づく会社整理を行い、廃業した。

## 歴史
日光例幣使街道の宿場町と大光院の門前町として発展した群馬県太田市本町に「すみや呉服店」として創業したことが始まりである。戦後には洋品の扱いを強化し洋品店化、相前後して後に主軸事業となるボタン製造販売業も開始した。
百貨店化は日本の高度成長期だった1969(昭和44)年に店舗大型化に伴い実施された。開業時の店舗は地上5階建ての高層棟と平屋棟を持つ売場面積4000㎡の規模であった。売場構成は食料品以外の衣料品等の物販を扱い、最上階の5階には森永レストランが営業していた。
また、東武鉄道・太田駅南口での防災建築街区造成事業が実施された際も商店街(南一番街)の開発メンバーとなり、地上3階地下1階売場面積3000㎡の姉妹店ダイキン百貨店を開設。
同店は太田市初の地階食品売場、3階には「アイリス会館」と称する結婚式場が設置された点を特徴としていた。特に結婚式場は駅前立地という好立地と当時結婚適齢期を迎えつつあった団塊世代の婚礼需要の増大とがうまくかみ合い、開業時から好調であった。
一連の再開発並びに区画整理事業は東武ストア、東光ストア（後の東急ストア）、藤五ストアや十字屋（移転大型化）が太田駅周辺に短期間に開業し、太田市は隣接の足利市（栃木県）、桐生市（群馬県）以上の大型店激戦地となった。　
すみやは急激な大型店激戦地となった状況下でも、太田駅北口のすみや南口のダイキンを合わせた売場面積が約7000㎡と規模、商品力で他店を凌駕していた。だが、1977(昭和52)年にダイキン百貨店にほど近い工場跡地にショッピングモール「ベルタウン」の開業で状況が急変した。　
同モールは大手スーパーのユニーを核店舗に77の専門店から構成され、13000㎡の売場と立体のものを含め1000台の駐車場を持つ内容であった。また当時まだ珍しかったマクドナルドとケンタッキーフライドチキンも周辺自治体としては初めて進出し飲食にも力を入れていた。その存在は当時としては珍しいモール構成の商業施設である点や、売場面積も周辺では隣接する足利市(栃木県)にあるキンカ堂(売場面積約14000㎡)につぐ大規模なものであったため開業から周辺自治体からも多くの集客を動員した。
この急激な状況の変化によりすみやは対抗するため平屋棟を解体、売場面積を核店舗であるユニー直営部とほぼ匹敵する規模の約8000㎡へ増床した。その際、これまで扱いのなかった食品売場を新設、外部テナントの導入をはかるなどフルラインの百貨店としての存在感を高める方策がとられた。また南一番街の「ダイキン百貨店」も好調であった結婚式場の営業強化し採算面の向上を図るといった策が講じられた。
だが両店舗ともに度重なる莫大な設備投資により直営の駐車場を整備するまでは手を回わせず駐車場は皆無に近い状態であった。そのため鉄道と路線バスによる従来型の来店手段に依存していた。
すみやは対策として隣接する富士重工業（現・SUBARU）群馬製作所本工場の計らいを受け従業員用の駐車場を工場休業日に臨時駐車場とするなどをしたが、慢性的な駐車場不足を補いきれず苦戦が強いられた。
その結果、リニューアルオープンから1年弱ですみやが休業、程なくしてダイキン百貨店も休業に追い込まれた。またベルタウンの開業は十字屋をのぞく東武ストア、東急ストア、藤五ストアを狭小な売場面積と駐車場不足から業績が急激に悪化、ほぼ一斉に閉店する事態を招いた。
その後すみやはダイキン百貨店の建物を利用し、3階の結婚式場と残りのフロアを使って「新生すみや」とする計画が立ち上がったが実現することがなかった。そして休業から数年経った1982(昭和57)年にすみやは富士重工業に、1989(平成1)年にはダイキン百貨店が消費者金融業の武富士にそれぞれ土地建物が売却された。売却後の用途はすみやは富士重工業群馬製作所本工場西本館としてしばらくは事務所兼ショールームに使用された
。
だが2016(平成28)年に新・西本館が完成するとその役目を終え解体された。一方のダイキン百貨店の建物は1990(平成2)年に解体されしばらくは駐車場となっていたが、太田駅南口周辺域の再開発が再度本格化する流れを受け高層マンションの建設されることとなった。

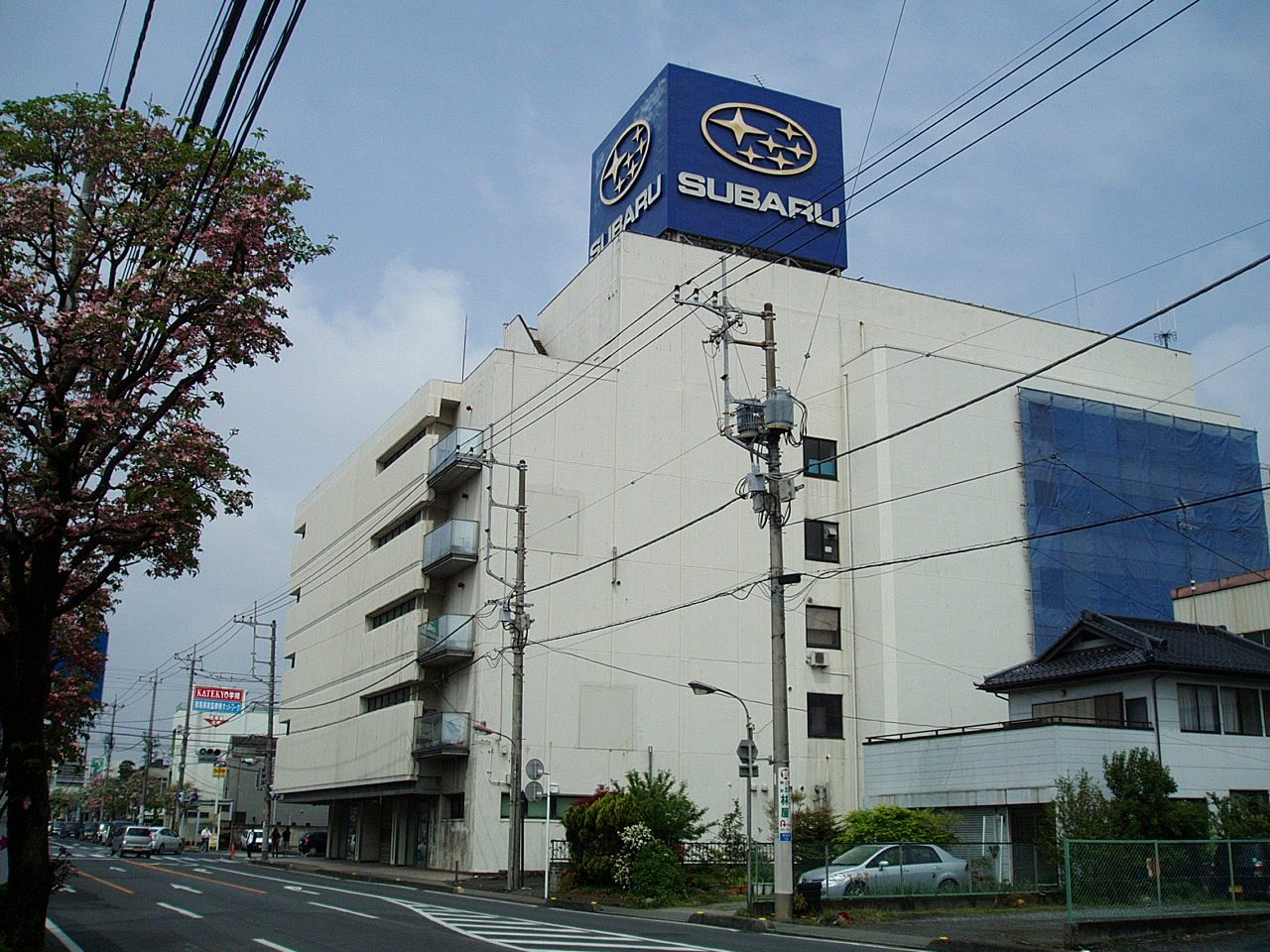
東側より望む （2016年4月）